# Gmina Ścinawa
Die Gmina Ścinawa [ɕt͡ɕi’nava] ist eine Stadt- und Landgemeinde im Powiat Lubiński der Woiwodschaft Niederschlesien in Polen. Ihr Verwaltungssitz ist Ścinawa (deutsch: Steinau an der Oder) mit 5712 Einwohnern (2016).
1975 gehörte die Gmina Ścinawa zur Woiwodschaft Breslau, anschließend bis 1998 zur Woiwodschaft Legnica.

## Geographie
Die Stadt liegt am linken Ufer der Oder an der Mündung des Flusses Żimnica (Kalter Bach), 35 Kilometer nordöstlich von Legnica (Liegnitz) und 16 Kilometer nordwestlich von Wołów (Wohlau). Die Fläche der Landgemeinde beträgt 151 km².

## Gliederung
Die Stadt Ścinawa ist Hauptort der Gmina Ścinawa. Sie umfasst Dörfer im Umkreis von 20 km, die sich alle links der Oder befinden. Die Landgemeinde setzt sich neben der Stadt Ścinawa aus folgenden 21 Orten zusammen:
| - Buszkowice (Hochbauschwitz) - Chełmek Wołowski (Kulmikau) - Dąbrowa Dolna (Nieder Dammer) - Dąbrowa Środkowa (Mittel Dammer) - Dębiec (Dammitsch) - Dłużyce (Großendorf) - Dziesław (Deichslau) - Dziewin (Dieban) - Grzybów (Waldvorwerk) - Jurcz (Jürtsch) - Krzyżowa (Kreischau) | - Lasowice (Lehsewitz) - Parszowice (Porschwitz) - Przychowa (Preichau) - Redlice (Rädlitz) - Ręszów (Ransen) - Sitno (Neudorf b. Steinau a. d. Oder) - Turów (Thauer) - Tymowa (Thiemendorf) - Wielowieś (Bielwiese) - Zaborów (Lamperdorf) |

## Persönlichkeiten
- Gotthard Fliegel (1873–1947), Geologe; geboren in Nieder Dammer.
- Adalbert Enders (1856–1925), Politiker; geboren in Dieban.